# Karehe
Karehe är ett periodiskt vattendrag i Burundi.   Det ligger i provinsen Gitega, i den centrala delen av landet, 60 kilometer öster om huvudstaden Bujumbura.
Omgivningarna runt Karehe är en mosaik av jordbruksmark och naturlig växtlighet. Runt Karehe är det tätbefolkat, med 369 invånare per kvadratkilometer.